# プライド (万里村奈加の漫画)
『プライド』は万里村奈加作の漫画作品。

## 登場人物
- 辻千香子

主人公。「千香子(ちかこ)」という名前は母が「咲き誇る花のように華麗に香りを放つような魅力的な女性になるように」との思いから命名された。父の輝樹からは女子という理由だけで辛くあたられるが、聡明な女性。猛勉強の末、ジャーナリストになる。
- 辻輝樹

初登場時の年齢は45歳。政財界の大物であるが、男尊女卑的思考かつ、自己中心的な性格の持ち主で偏った思想の面があり、自身の目的のためならば手段を選ばず時に非道な手段に出るなど冷血な面がある。
- 辻真治

千香子の異母弟。輝樹にとって念願の男児という事もあり溺愛される。
- 千香子の母

名前は宏子(ひろこ)。芸者で源氏名は「比呂菊(ひろぎく)」。輝樹とは5年ほど交際していたが、妊娠した事を機に輝樹の後妻になる。芸者としての立場をわきまえており、当初は輝樹と結婚するつもりはなく一人で子供を育てる考えでいたほか、輝樹が前妻と突如離婚した事に対して不信感を抱く場面が見受けられる。千香子が生まれて4年が経った頃に男児を望む輝樹が秘書の女性と関係を持った事から、前妻の清子のように輝樹の秘書の男性に乱暴されそうになるが、自らの機転により回避するなど強い女性だが、千香子を残して自ら命を絶ってしまう。
- 清子

輝樹の前妻。良家の令嬢であった事から輝樹と結婚するが、元々体が弱い事から輝樹との子供はいなかった。輝樹の策略により秘書の三島に乱暴されるが、輝樹と共謀していた三島により不倫関係をでっちあげられてしまい家を追い出される。